# Chomiakówka (rejon śniatyński)
Chomiakówka (ukr. Хом'яківка) – wieś na Ukrainie w rejonie śniatyńskim obwodu iwanofrankiwskiego.
W II Rzeczypospolitej wieś w powiecie kołomyjskim województwa stanisławowskiego. W latach 1943–1944 nacjonaliści ukraińscy z OUN-UPA zamordowali tutaj 25 Polaków.